# Parrocchie della diocesi di Anagni-Alatri

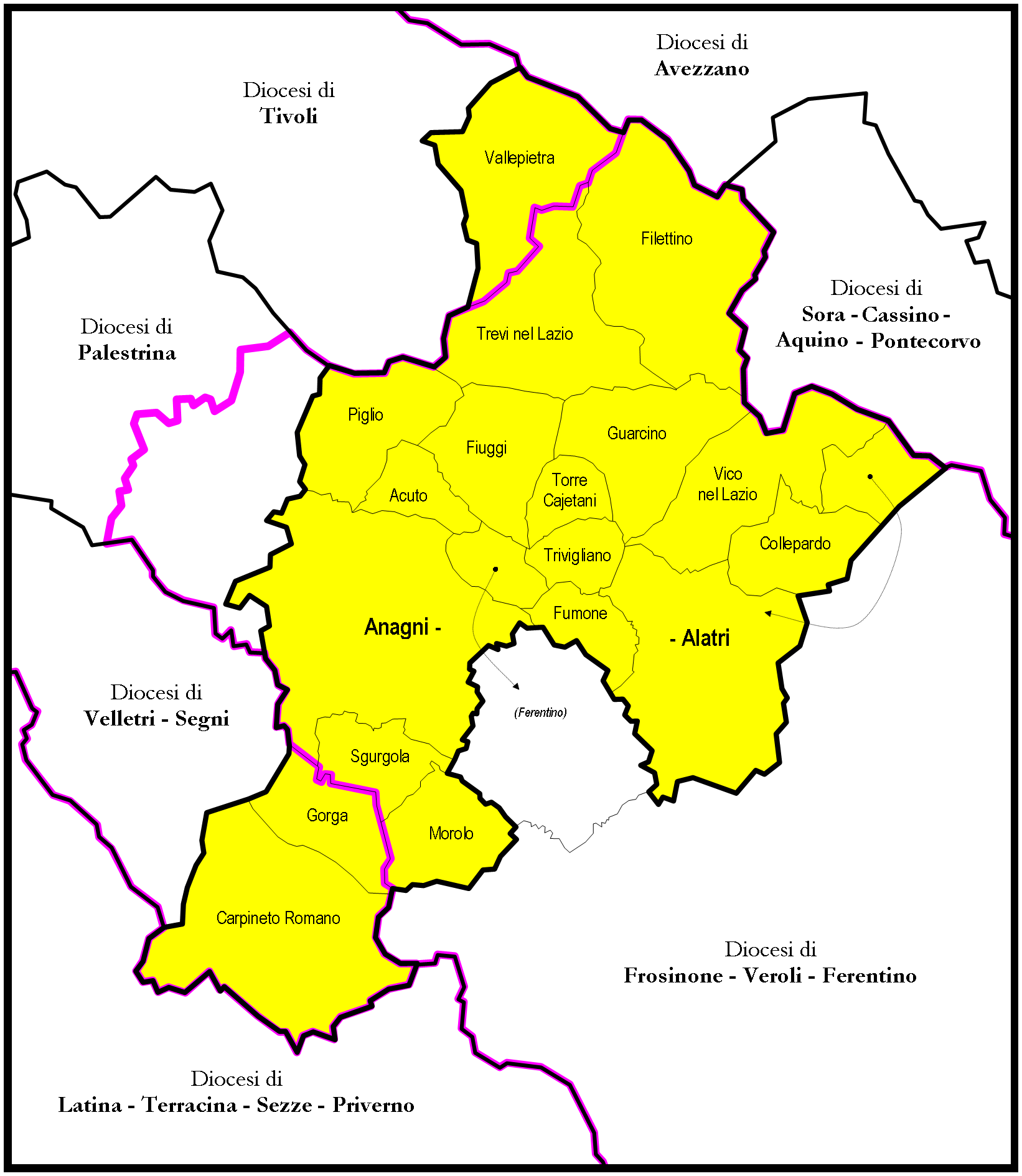
Il territorio della diocesi

Le parrocchie della diocesi di Anagni-Alatri sono 56.

## Foranie
La diocesi è organizzata in 3 foranie. 

### Forania di Anagni
| Parrocchia                              | Patrono                             | Comune           | Frazione/Quartiere    |
| --------------------------------------- | ----------------------------------- | ---------------- | --------------------- |
| Anagni - cattedrale                     | Santa Maria Annunziata              | Anagni           | centro                |
| Anagni - San Francesco                  | San Francesco d'Assisi              | Anagni           | centro                |
| Anagni - San Giovanni de Duce           | San Giovanni                        | Anagni           | centro                |
| Anagni - San Paolo in San Giacomo       | Santi Paolo e Giacomo               | Anagni           | centro                |
| Anagni - Sant'Andrea                    | Sant'Andrea Apostolo                | Anagni           | centro                |
| Anagni - Sant'Angelo                    | San Michele Arcangelo               | Anagni           | centro                |
| Anagni - SS. Pancrazio, Cosma e Damiano | Santi Pancrazio, Cosma e Damiano    | Anagni           | centro                |
| Carpineto - San Giacomo                 | San Giacomo Apostolo                | Carpineto Romano | centro                |
| Carpineto - collegiata                  | San Giovanni Battista e Sacro Cuore | Carpineto Romano | centro                |
| Carpineto - San Leone                   | San Leone Magno                     | Carpineto Romano | centro                |
| Gorga                                   | San Michele Arcangelo               | Gorga            | centro                |
| Morolo - collegiata                     | Santa Maria Assunta                 | Morolo           | centro                |
| Morolo - San Pietro Apostolo            | San Pietro Apostolo                 | Morolo           | centro                |
| Osteria della Fontana                   | San Giuseppe                        | Anagni           | Osteria della Fontana |
| Pantanello                              | Santa Maria della Pietà             | Anagni           | Pantanello            |
| San Filippo                             | Santi Filippo e Giacomo             | Anagni           | San Filippo           |
| Sgurgola                                | Santa Maria Assunta                 | Sgurgola         | centro                |
| Tufano                                  | Santa Maria Imperatrice             | Anagni           | Tufano                |

### Forania di Alatri
| Parrocchia                         | Patrono                                    | Comune         | Frazione/Quartiere |
| ---------------------------------- | ------------------------------------------ | -------------- | ------------------ |
| Alatri - concattedrale             | San Paolo Apostolo                         | Alatri         | centro             |
| Alatri - collegiata                | Santa Maria Maggiore                       | Alatri         | centro             |
| Alatri - San Silvestro             | San Silvestro Papa                         | Alatri         | centro             |
| Alatri - Santi Salvatore e Lorenzo | Santissimo Salvatore e San Lorenzo Martire | Alatri         | centro             |
| Alatri - Santo Stefano             | Santo Stefano Protomartire                 | Alatri         | centro             |
| Castello                           | Maria Santissima Regina                    | Alatri         | Castello           |
| Collelavena                        | Immacolata Concezione                      | Alatri         | Collelavena        |
| Collepardo                         | Santissimo Salvatore                       | Collepardo     | centro             |
| Fiura                              | Santa Maria della Mercede                  | Alatri         | Fiura              |
| Fumone - collegiata                | Santa Maria Annunziata                     | Fumone         | centro             |
| Fumone                             | San Pietro Celestino e San Paolo VI        | Fumone         | Coriantoni         |
| Guarcino - collegiata              | San Nicola Vescovo                         | Guarcino       | centro             |
| Guarcino - San Michele             | San Michele Arcangelo                      | Guarcino       | centro             |
| Laguccio                           | Cuore Immacolato di Maria                  | Alatri         | Laguccio           |
| Mole Bisleti                       | Maria Santissima del Rosario               | Alatri         | Mole Bisleti       |
| Monte San Martino                  | San Valentino                              | Alatri         | Monte San Martino  |
| Murette                            | Sacra Famiglia                             | Alatri         | Murette            |
| Pignano                            | Maria Santissima Addolorata                | Alatri         | Pignano            |
| Pitocco                            | Santa Maria Goretti                        | Vico nel Lazio | Pitocco            |
| Sant'Emidio                        | Sant'Emidio                                | Alatri         | Sant'Emidio        |
| Tecchiena                          | Santa Maria del Carmine                    | Alatri         | Tecchiena          |
| Vico nel Lazio                     | San Michele Arcangelo                      | Vico nel Lazio | centro             |

### Forania di Fiuggi
| Parrocchia                     | Patrono                                 | Comune          | Frazione/Quartiere    |
| ------------------------------ | --------------------------------------- | --------------- | --------------------- |
| Fiuggi - collegiata            | San Pietro Apostolo                     | Fiuggi          | centro                |
| Acuto - collegiata             | Santa Maria Assunta                     | Acuto           | centro                |
| Acuto - San Pietro             | San Pietro Apostolo                     | Acuto           | centro                |
| Altipiani d'Arcinazzo          | Beata Vergine Maria Refugium Peccatorum | Trevi nel Lazio | Altipiani d'Arcinazzo |
| Filettino                      | Santa Maria Assunta                     | Filettino       | centro                |
| Fiuggi Fonte                   | Maria Regina Pacis                      | Fiuggi          | Fiuggi Fonte          |
| Fiuggi - Santa Maria del Colle | Beata Vergine Maria                     | Fiuggi          | centro                |
| Fiuggi - Santa Teresa          | Santa Teresa del Bambin Gesù            | Fiuggi          | centro                |
| Fiuggi - Santo Stefano         | Santo Stefano Protomartire              | Fiuggi          | centro                |
| Piglio - collegiata            | Santa Maria Assunta                     | Piglio          | centro                |
| Piglio - San Giovanni          | San Giovanni Battista                   | Piglio          | centro                |
| Porciano                       | Cristo Re                               | Ferentino       | Porciano              |
| Torre Cajetani                 | Santa Maria Assunta                     | Torre Cajetani  | centro                |
| Trevi nel Lazio                | Santa Maria Assunta                     | Trevi nel Lazio | centro                |
| Trivigliano                    | Santa Maria Assunta                     | Trivigliano     | centro                |
| Vallepietra                    | San Giovanni Evangelista                | Vallepietra     | centro                |